# مقصوره

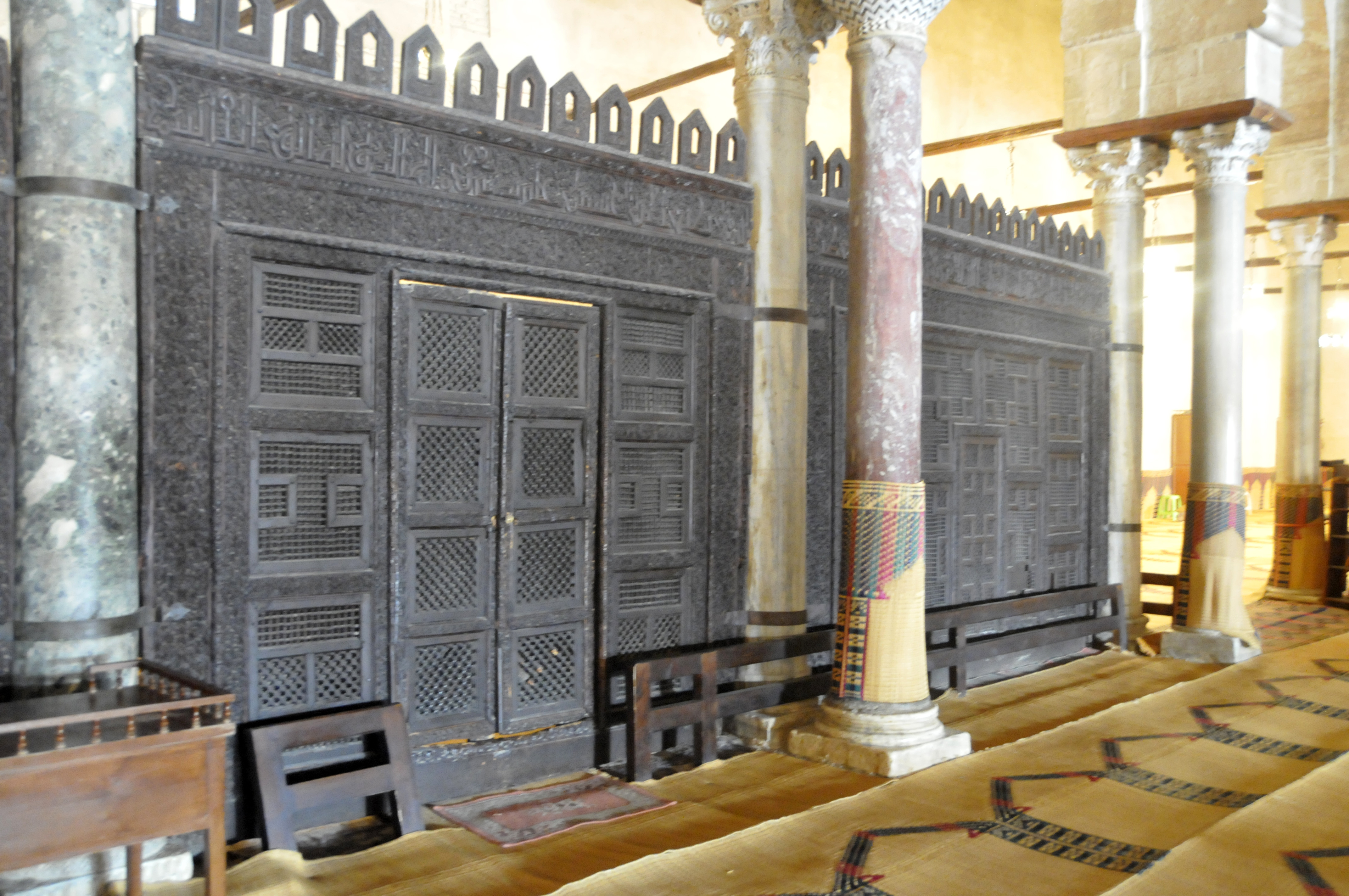
مقصوره مسجد عقبه بن نافع، در قیروان، تونس.

در مسجد، فضای جداشده با پرده یا جداساز، که برای اداءِ نماز جدا می‌شود یا مزاری که در آن قرار دارد را مَقصوره می‌گویند.
مقصوره غرفه‌مانندی بود محصور که پیش‌نماز در آن می‌ایستاد. مقصوره عبارت است از دیواره یا مکانی بسته دور محراب مسجد برای محافظت حاکمان اسلامی که پس از کشته شدن سه خلیفه اول، عمر، عثمان و علی، ساخته شد. مقصوره مکانی است در نزدیکی محراب و منظور از ساخت آن هم‌چنین رعایت احترام و تجلیل از خلفا و خاصان بوده است. این قسمت فقط در مساجد مهم در شهرهای خیلی بزرگ ساخته شد. اهمیت مقصوره در هنر اسلامی بیشتر به جهت اشکال تزئینی و آرایش‌های ساختمانی آنست.
معاویه نخستین کس در اسلام بود که مقصوره ساخت چون وی را زخمی زدند، و از آن جان بدر برد، برای محافظت خود مقصوره ساخت.

## گونه‌ها
در معماری مسجد، گونه‌های مختلفی از مقصوره ساخته می‌شده که هر کدام بنابر نوع کارکرد ویژه‌اش دارای نام خاصی بوده‌است. مقصوره امام، مقصوره تابستانی و زمستانی، گنبدخانه، مقصوره موذن و... معماران اسلامی ایران در بین اینها مقصوره را بیشتر به گنبدخانه می‌گفتند که در مسجدهای ایرانی پیوسته یکی از اندام‌های مسجد بوده‌است و با زمینه چهار برهم اندازه و گوشه‌های راست تهرنگ شایسته و در خوری برای برگزاری نماز است که تنها می‌بایست دهانه روبروی قبله آن را ببینند. از نمونه‌های بارز اینگونه مقصوره‌ها (گنبدخانه‌ها) شبستان کهن مسجد جامع ساوه‌است که در زمان صفویه محرابی زیبا با گچ‌تراش رنگین برآن افزوده شد. اما در متون تاریخی و در معماری مسجد مهمترین و مشهورترین مقصورها، مقصوره امام یعنی جایی که امام در آن می‌ایستد بوده‌است که نمونه آن را می‌توان در آثار سعدی و عطار نیشابوری یافت.